# طوطی سبز
طوطی سبز (Psittacara holochlorus)، کنور سبز یا کنور سبز مکزیکی یک طوطی جهان جدید است. همان‌طور که توسط کمیته بین‌المللی پرنده‌شناسی (IOC) تعریف شده‌است، در مکزیک بومی است (اما برای اطلاعات بیشتر به بخش طبقه‌بندی مراجعه کنید).
طوطی سبز در محدوده بومی خود در چشم‌اندازهای نیمه‌باز از جمله جنگل‌های برگ‌ریز، جنگل‌های گالری، و بوته‌زارها زندگی می‌کند. از جنگل‌های دشت نمناک دوری می‌کند و معمولاً در ارتفاعات بین ۵۰۰ و ۲٬۰۰۰ متر (۱٬۶۰۰ و ۶٬۶۰۰ فوت) یافت می‌شود. در تگزاس نیز در شهرها و شهرستان‌ها یافت می‌شود.
رژیم غذایی طوطی‌سبز به‌طور کامل مستند نشده‌است، اما شناخته شده‌است که شامل دانه و میوه است. می‌تواند یک آفت گیاهی باشد.